# Illa Necker
També hi ha una illa Necker a les illes Verges Britàniques.
L'illa Necker (en hawaià Mokumanamana) és una de les illes de Sotavent de Hawaii. Està situada a 240 km a l'oest de Nihoa. Les seves coordenades són: 23° 34′ N, 164° 42′ O / 23.567°N,164.700°O.
Necker és una illa de roca volcànica rodejada d'esculls, amb una forma d'ham. La superfície total és de 0,18 km² i l'altitud màxima és de 84 m a Summit Hill.
S'hi han trobat nombroses restes arqueològiques, destacant 33 plataformes cerimonials (heiau) i unes figures de pedra d'un estil relacionat amb les illes Marqueses. Els antropòlegs especulen que aquestes imatges poden ser una mostra de la cultura hawaiana originària, de poc després de l'arribada migratòria polinèsia des de Tahití als segles XII o XIII. Quan hi va arribar el francès Jean-François de La Pérouse, el 1786, l'illa feia temps que era deshabitada. La va anomenar en honor del ministre de Finances, Jacques Necker, i la va descriure com «una roca nua coberta de femtes d'ocell». El nom hawaià Mokumanumanu, que significa 'illa de molts ocells', és un nom del segle xx.